# CA 오사수나 B
CA 오사수나 B(스페인어: Club Atlético Osasuna "B")는 스페인 나바라주 팜플로나를 연고로 하는 축구단이다. 오사수나 프로메사스(Osasuna Promesas)라는 이름으로 창단되었다가 1991년에 현재의 이름으로 변경했으며, CA 오사수나의 2군팀으로 활동 중이다.

## 선수 명단

### 현역
참고: FIFA 자격 규정에 따라 소속된 국가대표팀 국기를 표시합니다. 선수는 복수의 FIFA 비회원국 국적을 가지고 있을 수 있습니다.
| 번호 | 포지션 | 국적            | 이름                      |
| ---- | ------ | --------------- | ------------------------- |
| 1    | GK     |                 | 디미트리오스 스타마타키스 |
| 11   | FW     | 도미니카 공화국 | 노웬드 로렌소             |

| 번호 | 포지션 | 국적 | 이름 |
| ---- | ------ | ---- | ---- |

## 역대 감독
| 감독             | 임기        |
| ---------------- | ----------- |
| 호세 앙헬 시간다 | 2005 ~ 2006 |